# いるか座
いるか座（）は、現代の88星座の1つで、プトレマイオスの48星座の1つ。海獣のイルカをモチーフとしており、天の川の近くに位置する。最も明るい星でも4等星と暗い星座だが、星が密集しているため見つけやすい星座である。

## 主な天体
α・β・γ・δの4つの4等星で形作られる菱型のことを、欧米圏では旧約聖書のヨブ記の主人公にちなんで「ヨブの棺 (Job's Coffin) 」と呼ぶ。同じ星の並びを日本では「ヒシボシ（菱星）」と呼ぶ地方がある。
α星の固有名「スアロキン (Sualocin)」とβ星の固有名「ロタネブ (Rotanev)」は、1814年にパレルモ天文台台長のジュゼッペ・ピアッツィが刊行した星表『パレルモ星表』の第2版で初めて使われた。これは『パレルモ星表』の編纂作業を指揮していた助手のニコロ・カチャトーレが自分の名前をラテン語化した Nicolaus Venator を逆から読んだものをそれぞれの固有名としたものである。

### 恒星
2023年11月現在、国際天文学連合 (IAU) によって5個の恒星に固有名が認証されている。
- α星：太陽系から約238 光年の距離にある、見かけの明るさ3.800 等、スペクトル型 B9IV の4等星[9]で三重連星。主星のAa星に「スアロキン[10](Sualocin[8])」という固有名が付けられている。
- β星：見かけの明るさ3.63 等、スペクトル型 F5IV の4等星で、分光連星[11]。いるか座で最も明るく見える。主星のA星に「ロタネブ[10](Rotanev[8])」という固有名が付けられている。
- ε星：太陽系から約366 光年の距離にある、見かけの明るさ4.03 等、スペクトル型 B6IV の4等星[12]。「アルドゥルフィン[10](Aldulfin[8])」という固有名を持つ。
- 18番星：太陽系から約245 光年の距離にある、見かけの明るさ5.506 等、スペクトル型 G6III の黄色巨星で、6等星[13]。2008年に太陽系外惑星が発見され[14]、2015年に主星の恒星には「ムジカ[10](Musica[8])」、惑星には「アリオン (Arion)」という固有名が付けられた。
- HAT-P-23：太陽系から約1,192 光年の距離にある、見かけの明るさ11.94 等、スペクトル型 G0 の恒星で、12等星[15]。IAUの100周年記念行事「IAU100 NameExoWorlds」でパレスチナ国に命名権が与えられ、主星は Moriah、太陽系外惑星は Jebus と命名された[16]。

その他に以下の恒星が知られている。
- γ星：太陽系から約116-117 光年の距離にある連星系。見かけの明るさ4.96 等、スペクトル型 F8V のγ1[17]と、見かけの明るさ4.25 等、スペクトル型 K1IV のγ2[18]からなる[19]。
- δ星：太陽系から約221 光年の距離にある、見かけの明るさ4.417 等、スペクトル型 kA7hF1VmF1pSrEuCr の4等星[20]。変光星としては脈動変光星の分類の1つ「たて座デルタ型変光星」に分類されており[20]、4.38 等から4.49 等の範囲で明るさを変化させている[21]。分光連星で、2018年の研究では1.78±0.07 M☉（太陽質量）の主星Aと1.62±0.07 M☉の伴星Bから成るとされている[22]。
- R星：太陽系から約2,580 光年の距離にあるミラ型変光星[23]。285.07日の周期で見かけの明るさを7.6 等から13.8 等の範囲で変化させる[24]。
- わし座ρ星：見かけの明るさ4.946等の5等星[25]。いるか座との境界近くに位置するわし座の恒星だったが、その非常に大きな固有運動により1992年頃に境界線を越境しているか座の領域に入った[26]。これは、IAUにより星座の境界が確定した1930年以降、バイエル符号を付された恒星が越境した初めての例となった[27]。

### 星団・星雲・銀河
いわゆる「メシエ天体」は1つもないが、2つの球状星団がパトリック・ムーアがアマチュア天文家の観測対象に相応しい星団・星雲・銀河を選んだ「コールドウェルカタログ」に選ばれている。
- NGC 7006：太陽系から約13万4300 光年の距離にある球状星団。コールドウェルカタログの42番に選ばれている[29]。1784年8月21日にイギリスの天文学者ウィリアム・ハーシェルが発見した[30]。
- NGC 6934：太陽系から約5万900 光年の距離にある球状星団。コールドウェルカタログの47番に選ばれている[29]。1785年9月24日にウィリアム・ハーシェルが発見した[31]。
- NGC 6891：太陽系から約8,400 光年の距離にある惑星状星雲[32]。星雲内に二重の構造があり、星雲の拡大速度から内側は約4,800年前、外側は約2万8000年前に放出されたものと推定されている[33]。
- NGC 6956（英語版）：天の川銀河から約2億1400万 光年の距離にある棒渦巻銀河[34][35]。宇宙の距離梯子として用いられるセファイド変光星とIa型超新星の両方が見つかっていることから、ハッブル定数を算定する研究材料とされている[35]。
- ZW II 96（英語版）：二つの銀河が衝突中の相互作用銀河[36]。

- ハッブル宇宙望遠鏡 (HST) の掃天観測用高性能カメラ (ACS)で撮像された球状星団NGC 7006。
- HSTのACSで撮像された球状星団NGC 6934。
- HSTの広視野惑星カメラ2 (WFPC2) で撮像された惑星状星雲NGC 6891。内側と外側の二重の構造が見える。
- HSTが撮影した渦巻銀河NGC 6956。
- ジェイムズ・ウェッブ宇宙望遠鏡の近赤外線カメラ (NIRCam)」と「中間赤外線装置 (MIRI)」を使って取得されたデータを元に合成された、衝突中の相互作用銀河 ZW II 96の画像。

## 流星群
いるか座の名前を冠した流星群で、IAUの流星データセンター (IAU Meteor Data Center) で確定された流星群 (Established meteor showers) とされているものはない。

## 由来と歴史

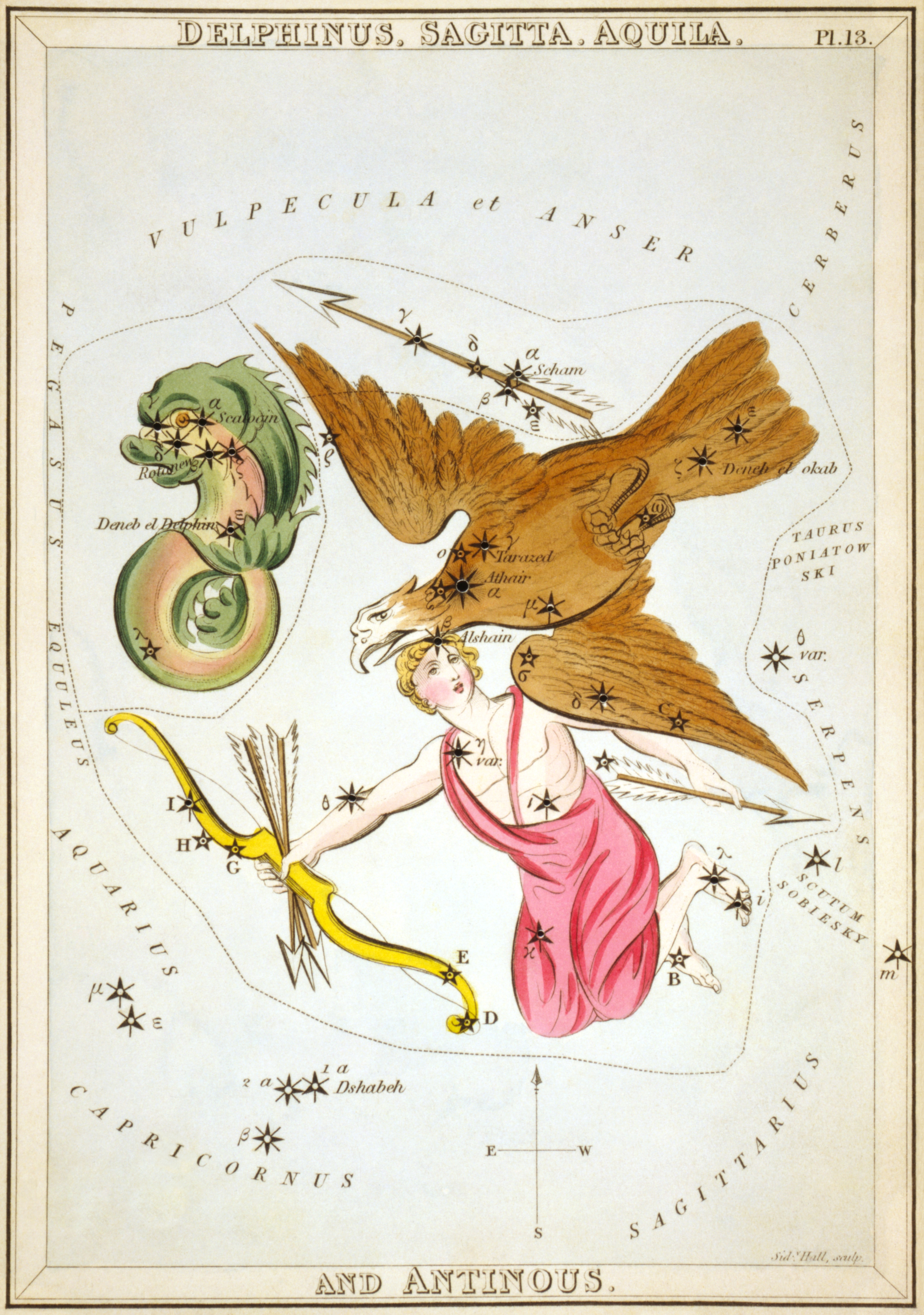
19世紀イギリスの星座カード集『ウラニアの鏡』に描かれたいるか座。

紀元前3世紀半ばにマケドニアで活動した詩人アラートスの教訓詩『ファイノメナ (希: Φαινόμενα, 羅: Phaenomena)』では、α・β・γ・δの4星が成す四角形を「4個の珠玉」と称えている。帝政ローマ期の2世紀頃のクラウディオス・プトレマイオスの天文書『ヘー・メガレー・スュンタクスィス・テース・アストロノミアース (古希: ἡ Μεγάλη Σύνταξις τῆς Ἀστρονομίας)』、いわゆる『アルマゲスト』の中で、プトレマイオスが選んだ48個の星座の1つとされた。いるか座に属する星の数は、紀元前3世紀後半の天文学者エラトステネースの天文書『カタステリスモイ (古希: Καταστερισμοί)』や1世紀初頭の古代ローマの著作家ガイウス・ユリウス・ヒュギーヌスの『天文詩 (羅: De Astronomica)』では9個、プトレマイオスの『アルマゲスト』では10個とされた。
19世紀イギリスの天文学者リチャード・アンソニー・プロクターは、星座名を簡略化するために Delphinus から Delphin に変更することを提唱したが、世に受け入れられることはなかった。
1922年5月にローマで開催されたIAUの設立総会で現行の88星座が定められた際にそのうちの1つとして選定され、星座名は Delphinus、略称はDelと正式に定められた。

### 中国

『古今図書集成』の「女宿圖」。

中国の天文では、いるか座の星々は二十八宿の北方玄武七宿の第三宿「女宿」に配されていた。ε・η・θ・ι・κの5星は、熟れ過ぎて腐った瓜を表す星官「敗瓜」を成した。これとは対照的に、α・γ・δ・β・ζの5星は、良い瓜を表す星官「瓠瓜」を成した。

### 日本
日本では、江戸後期の畑維竜（鶴山）の随筆『四方の硯』に
星象を見ることは農民よりくはしきはなし大和の國は水のとぼしき處なれば四月頃より夏中農民夜もすがらいねずして星象をはかり見て種おろしあるひは夜陰の露おきたるに苗のしめりをしり米穀の實のるとみのらざるとをあらかじめはかりしる事なりその星にからすきぼしひしぼしすばるぼしくどぼしなどようの名をつけて某の星は何時に何の位にあらはれ何時に何の方にかくるなどいひてその目つもりにてはかること露たかはじ—畑維竜、『四方の硯』月の巻
と記されており、「ひしぼし」という呼び名が使われていたことをうかがい知れる。

## 神話
紀元前3世紀頃の学者エラトステネースは著書『カタステリスモイ』の中で、ポセイドーンの妻になることを拒んで逃げたアムピトリーテーを探し出して連れ戻ったイルカを記念したもの、としている。
紀元前1世紀頃の著作家ヒュギーヌスやオウィディウスは、紀元前7世紀頃の詩人アリオンにまつわる話を伝えている。アリオンがシチリア島や南イタリアの音楽会から故郷に帰る際、彼の持つ報酬に目がくらんだ船員がアリオンを殺害しようとした。アリオンは死ぬ前に琴を弾かせて欲しいと願い、船員たちはこれを許した。アリオンが弾き始めると、どこからともなくイルカの群れがやってきて、曲を鑑賞した。アリオンが身を投げると、イルカがその背にアリオンを乗せて故郷に連れ帰った。イルカはその功績が称えられ星座になったとされる。
またヒュギーヌスは、アグラオステネースの『ナクソス誌 (Naxica)』で語られた話として、以下のディオニューソスにまつわる話を伝えている。ディオニューソスがまだ幼かった頃、ティレニア人の船頭たちは彼をナクソス島に連れて行き、そこでニュンペーたちに託した。船頭たちは船で立ち去ろうとしたが、それを察したディオニューソスはニュンペーたちに歌を歌わせて彼らを魅了させた。船頭たちは踊り、飛び跳ね、知らず知らずのうちに海に身を投げて、そこでイルカに姿を変えられてしまった。ディオニューソスは彼らのことを人の記憶に留めるため、イルカの姿を星々の間に置いた。

## 呼称と方言
世界で共通して使用されるラテン語の学名は Delphinus、日本語の学術用語としては「いるか」とそれぞれ正式に定められている。
明治初期の1874年（明治7年）に文部省より出版された関藤成緒の天文書『星学捷径』では「デルビニュス」という読みと「海豚魚」という解説が紹介された。また、1879年（明治12年）にノーマン・ロッキャーの著書『Elements of Astronomy』を訳した『洛氏天文学』が刊行された際には「ドルフィン」という英訳が充てられたのみであった。1908年（明治41年）4月に創刊された日本天文学会の会誌『天文月報』では同年6月の第3号から「海豚」という星座名が記された星図が掲載されている。1910年（明治43年）2月に訳語が改訂された際も「海豚」がそのまま使用され、東京天文台の編集により1925年（大正14年）に初版が刊行された『理科年表』にも「海豚（いるか）」として引き継がれ、1944年（昭和19年）に天文学用語が見直しされた際も「海豚（いるか）」が継続して使用されることとされた。戦後の1952年（昭和27年）7月、日本天文学会は「星座名はひらがなまたはカタカナで表記する」とした。このときに、Delphinus の訳名は「いるか」と定まり、以降この呼び名が継続して用いられている。
現代の中国でも、海豚座と呼ばれている。

### 方言
日本では、α・β・γ・δの4星を「ヒシボシ」と呼ぶ伝承が、静岡・長野・奈良・和歌山・広島・大分・熊本に伝わっていた。また、これが転訛したとされる「ヘシボシ」が奈良県宇陀郡大宇陀町上片岡（現・宇陀市）や兵庫県神崎郡に、「シシボシ」が奈良県山辺郡丹波市町（現・天理市）に伝わっていた。
α・β・γ・δが作る菱形を生活道具等に見立てる例も見られる。たとえば、納豆を入れる藁苞に見立てた「ツトボシ（苞星）」という呼び名が静岡県榛原郡白羽村（現・御前崎市）、小笠郡日坂村（現・掛川市）、愛知県知多郡日間賀島村（現・南知多町）に伝わっていた。また、これを織物を織るときの道具である「梭」に見立てた「ヒボシ（梭星）」という呼び名が熊本県上益城郡甲佐町に、「ヒノホシサン（梭の星さん）」という呼び名が徳島県鳴門市に伝わっていた。